# لوران ماله
لوران ماله (فرانسوی: Laurent Malet‎؛ زادهٔ ۳ سپتامبر ۱۹۵۵) بازیگر اهل فرانسه است.
از فیلم‌ها یا برنامه‌های تلویزیونی که وی در آن نقش داشته‌است، می‌توان به کوئرله، خویشاوندان، جن‌زدگان، بومرنگ و پارکینگ اشاره کرد.